# Nörd-Lämåstjärnen
Nörd-Lämåstjärnen är en sjö i Strömsunds kommun i Jämtland och ingår i Ångermanälvens huvudavrinningsområde. Sjön har en area på 0,0998 kvadratkilometer och ligger 323,2 meter över havet.

## Delavrinningsområde
Nörd-Lämåstjärnen ingår i det delavrinningsområde (706720-150704) som SMHI kallar för Inloppet i Mårdsjön. Medelhöjden är 326 meter över havet och ytan är 10,3 kvadratkilometer. Räknas de 6 avrinningsområdena uppströms in blir den ackumulerade arean 41,33 kvadratkilometer. Vängelälven som avvattnar avrinningsområdet har biflödesordning 3, vilket innebär att vattnet flödar genom totalt 3 vattendrag innan det når havet efter 152 kilometer. Avrinningsområdet består mestadels av skog (81 procent) och sankmarker (12 procent). Avrinningsområdet har 0,24 kvadratkilometer vattenytor vilket ger det en sjöprocent på 2,3 procent.